# Pancir-S1
Pancir-S1 (rusko Панцирь-С1, NATO oznaka SA-22 Greyhound) je ruski samovozni raketni in topovski protiletalski sistem. Oborožen je z 12 raketami, ki imajo doseg do 20 km in višino do 15 km ter dvema 2A38M 30 mm protiletalskima avtomatskima topovoma z dosegom okrog 3 km.
Pancir je bil razvit kot naslednik Tunguske M1. 

## Značilnosti topov 2A38M
- Oznaka: 2A38M
- Tip: dvocevni avtomatski top
- Kaliber: 30 mm
- Največja hitrost streljanja: 2500 nabojev na minuto (5000 obe cevi skupaj)
- Izstopna hitrost projektila: 960 m/s
- Teža projektila: 0,97 kg
- Magazin: 1400 nabojev (skupaj)
- Najmanjša razdalja streljanja: 0,2 m
- Najdaljši doseg: 4 km
- Najmanjša višina streljanja: 0 m (nad zemljo)
- Največja višina streljanja: 3 km